# Maslinica (ruralna kulturno-povijesna cjelina)
Ruralna cjelina Maslinica, ruralna kulturno-povijesna cjelina unutar područja današnjeg mjesta Maslinice na Šolti.

## Povijest
Maslinica je jedino šoltansko naselje smješteno na zapadnoj obali otoka, u dnu dobro zaštićene prirodne luke Odlikuje se prirodnim vrijednostima krajolika, što ga uz slikovitu uvalu čini i borova šuma s južne strane, te neposredna okolica s uvalom šešulom i otočjem od sedam otočića. Naselje nije nastalo kao luka nekog drugog sela, što je slučaj s ostalim obalnim naseljima na Šolti, već se kao organizirano naselje javlja početkom 18. stoljeća kad je na južnoj strani uvale obitelj Marchi sagradila utvrđen dvorac (1703. Godine). Tada su se počele graditi težačke kuće, najprije na sjevernom, a zatim na južnom dijelu uvale. U 19. stoljeću na sjevernoj strani uvale sagrađena je luka. Zgrada Kapetanije sagrađena je za vrijeme austrijske uprave 1854.g., kad i mul pred njom te obala od pravilnih klesanaca pred dvorcem Martinis-Marchi.

## Zaštita
Pod oznakom Z-5761 zavedena je kao nepokretno kulturno dobro - kulturno-povijesna cjelina, pravna statusa zaštićena kulturnog dobra, klasificirano kao "kulturno-povijesna cjelina".